# Mägenwil
Mägenwil (schweizerdeutsch: ˌmæɡəˈʋiːl) ist eine Einwohnergemeinde im Schweizer Kanton Aargau. Sie gehört zum Bezirk Baden und liegt zwischen Mellingen und Lenzburg.

## Geographie
Das Dorf liegt im Süden des flachen Birrfelds an einer Endmoräne, die in der Würmeiszeit durch den Rückzug des Reussgletschers entstand und zahlreiche Findlinge aufweist. Das Birrfeld wiederum wird durch den steilen Nordabhang des Wagenrains begrenzt, einem lang gestreckten Hügelzug zwischen Reusstal und Bünztal. Im nördlichsten Abschnitt des Wagenrains befinden sich zahlreiche aufgegebene Steinbrüche, in denen früher Muschelkalk abgebaut wurde. Der Mägenwiler Muschelkalk entstand vor 21 bis 17 Millionen Jahren durch die Versteinerung von Muscheln und Schnecken; damals lag das Gebiet von Mägenwil an der Küste eines Meeres. Etwa einen Kilometer östlich des Dorfzentrums liegt der Ortsteil Eckwil, der vollständig mit Mägenwil zusammengewachsen ist.
Die Fläche des Gemeindegebiets beträgt 348 Hektaren, davon sind 111 Hektaren bewaldet und 113 Hektaren überbaut. Der höchste Punkt liegt auf 560 Metern am Meiengrün, der tiefste auf 409 Metern an der nördlichen Gemeindegrenze. Nachbargemeinden sind Birrhard (Bezirk Brugg) im Norden, Wohlenschwil (ebenfalls Bezirk Baden) im Osten, Hägglingen (Bezirk Bremgarten) im Süden, Othmarsingen im Westen und Brunegg (beide Bezirk Lenzburg) im Nordwesten. Damit grenzt Mägenwil als einzige Aargauer Gemeinde an Gemeindegebiete in drei anderen Bezirken des Kantons.

## Geschichte
Zur Zeit der Römer befand sich im nahe gelegenen Vindonissa (Windisch) ein Legionslager. Im Gebiet südlich von Mägenwil bauten die Römer wahrscheinlich seit dem 1. Jahrhundert n. Chr. in Steinbrüchen Muschelsandstein ab, der bei Ingenieuren und Bildhauern wegen seiner guten Formbarkeit sehr beliebt war und hauptsächlich für Skulpturen, Säulen und Meilensteine verwendet wurde. Um 400 zogen sich die Römer über die Alpen zurück.
Im 8. Jahrhundert gründeten alamannische Einwanderer eine Bauernsiedlung. In einer Klageschrift wurde der Ort 893 als Maganwilare erstmals urkundlich erwähnt. In dieser Urkunde führte das Fraumünster in Zürich Personen aus dem niederen Adel auf, die sich widerrechtlich Abgaben angeeignet hatten, darunter auch solche aus Mägenwil und Umgebung. Der Ortsname stammt vom althochdeutschen Maginwilari und bedeutet «Hofsiedlung des Mago». Der Weiler Eckwil entstand im 11. Jahrhundert und wurde 1271 erstmals schriftlich erwähnt. Bis zum 13. Jahrhundert stiegen die Grafen von Kyburg zur dominierenden Macht im Aargau auf. Als das Geschlecht erlosch, gingen ihre Besitztümer 1273 an die Habsburger über. Ein bedeutender Grundbesitzer war das Kloster Königsfelden in Windisch.
1415 eroberten die Eidgenossen den Aargau. Mägenwil gehörte nun zu den Freien Ämtern, einer gemeinen Herrschaft. Die Dörfer Mägenwil, Büblikon und Wohlenschwil sowie der Weiler Eckwil bildeten das Amt Büblikon, das von einem Untervogt verwaltet wurde. 1529 trat die Bevölkerung zur Reformation über, musste aber 1531 nach der Niederlage der reformierten Orte im Zweiten Kappelerkrieg wieder die katholische Konfession annehmen. Mägenwil lag an der Konfessionsgrenze, sodass es immer wieder zu Streitigkeiten um die Grenzziehung zwischen dem mächtigen Bern und den katholischen Orten kam. Die Grenze konnte erst 1603 endgültig festgelegt werden. Im März 1798 nahmen die Franzosen die Schweiz ein und riefen die Helvetische Republik aus. Mägenwil war daraufhin eine Gemeinde im kurzlebigen Kanton Baden, seit 1803 gehört sie zum Kanton Aargau.

Luftansicht (1964)

In der zweiten Hälfte des 19. Jahrhunderts verarmten viele Einwohner, weshalb die Gemeinde sie zur Auswanderung nach Übersee drängte. Da kam die Ankündigung der Nationalbahn, eine Eisenbahnstrecke durch Mägenwil zu bauen, gerade recht. Die Gemeinde beteiligte sich am Aktienkapital und bot dafür den Gemeindewald als Sicherheit. Die Bahnstrecke Zofingen–Wettingen nahm am 6. September 1877 den Betrieb auf. Doch schon ein Jahr später meldete die Gesellschaft Konkurs an. Um die Schulden zu begleichen, musste Mägenwil grosse Waldgebiete abholzen. Dieses Fiasko belastete die Gemeindefinanzen noch während Jahrzehnten.
Der Bau der Autobahn führte ab den 1960er Jahren zu einem neuen Entwicklungsschub. Zahlreiche Unternehmen siedelten sich an, und die Bevölkerungszahl nahm bis heute um mehr als das Dreifache zu. 1963 war geplant, an der neu entstehenden Autobahn eine Erdölraffinerie zu bauen. Mägenwil war diesem Vorhaben aus finanziellen Gründen zwar nicht abgeneigt, doch in den umliegenden Gemeinden und bei der Kantonsregierung regte sich erbitterter Widerstand, der 1965 zur Aufgabe des Projektes führte. Die Eröffnung des Heitersbergtunnels am 22. Mai 1975 hatte eine Vervielfachung des Verkehrs auf der alten Nationalbahn zur Folge, weil dadurch der Umweg über Baden und Brugg entfiel.

## Sehenswürdigkeiten

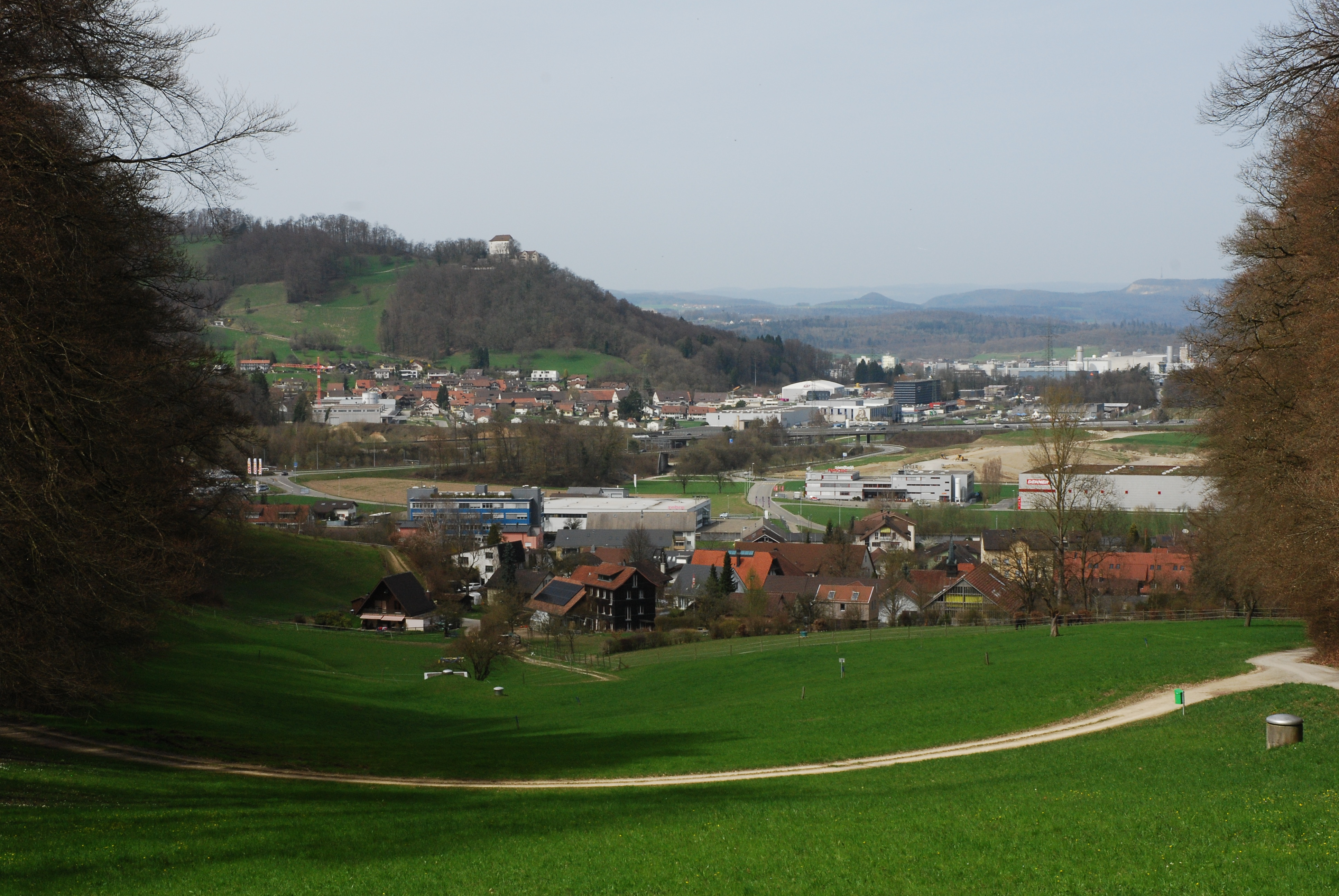
Mägenwil von der Obermatt gesehen, mit Schloss Brunegg im Hintergrund

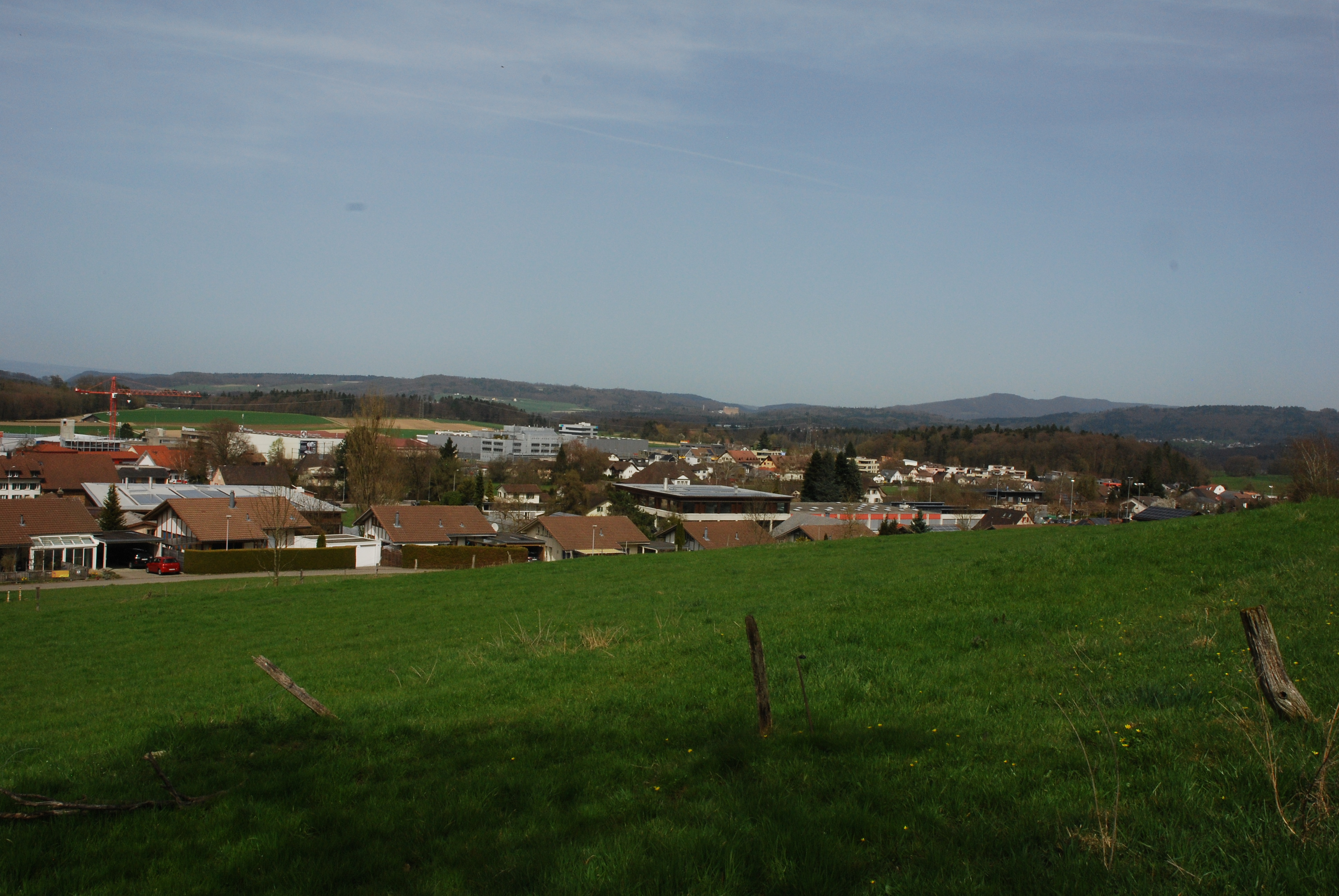
Mägenwil Blickrichtung Nordosten

An der Lettenstrasse im Oberdorf steht die 1699 im barocken Stil errichtete Loretokapelle. Im Dorfzentrum sind einzelne spätbarocke Gebäude aus dem 18. und frühen 19. Jahrhundert erhalten geblieben.

## Wappen
Die Blasonierung des Gemeindewappens lautet: «In Rot gelbe Fruchtkapsel des Mohns an gelbem Stiel mit gelben Blättern.» Das Wappen, welches erstmals 1872 auf dem Gemeindesiegel abgebildet war, entstand aufgrund einer volksetymologischen Fehldeutung des Ortsnamens, denn im lokalen Dialekt wird der Mohn Mägi genannt.

## Bevölkerung
Die Einwohnerzahlen entwickelten sich wie folgt:
| Jahr      | 1799 | 1850 | 1900 | 1930 | 1950 | 1960 | 1970 | 1980 | 1990 | 2000 | 2010 | 2020 |
| Einwohner | 339  | 511  | 450  | 573  | 633  | 700  | 760  | 943  | 1291 | 1551 | 1963 | 2139 |

Am 31. Dezember 2023 lebten 2215 Menschen in Mägenwil, der Ausländeranteil betrug 26,7 %. Bei der Volkszählung 2015 bezeichneten sich 33,4 % als römisch-katholisch und 24,2 % als reformiert; 42,4 % waren konfessionslos oder gehörten anderen Glaubensrichtungen an. 88,7 % gaben bei der Volkszählung 2000 Deutsch als ihre Hauptsprache an, je 1,9 % Albanisch und Serbokroatisch, 1,5 % Italienisch sowie 1,3 % Türkisch.

## Politik und Recht
Die Versammlung der Stimmberechtigten, die Gemeindeversammlung, übt die Legislativgewalt aus. Ausführende Behörde ist der fünfköpfige Gemeinderat. Er wird im Majorzverfahren vom Volk gewählt, seine Amtsdauer beträgt vier Jahre. Der Gemeinderat führt und repräsentiert die Gemeinde. Dazu vollzieht er die Beschlüsse der Gemeindeversammlung und die Aufgaben, die ihm vom Kanton zugeteilt wurden. Für Rechtsstreitigkeiten ist in erster Instanz das Bezirksgericht Baden zuständig. Mägenwil gehört zum Friedensrichterkreis V (Mellingen).

## Wirtschaft
In Mägenwil gibt es gemäss der im Jahr 2015 erhobenen Statistik der Unternehmensstruktur (STATENT) rund 2600 Arbeitsplätze, davon 1 % in der Landwirtschaft, 19 % in der Industrie und 80 % im Dienstleistungsbereich. In zwei Gewerbezonen nördlich der Bahnlinie und am Westrand des Dorfes haben sich zahlreiche grössere Betriebe angesiedelt. Die bekanntesten sind der schwedische Haushaltsgerätekonzern Electrolux, der Elektronikkonzern Ascom und das Elektronikhandelsunternehmen Competec. Die Anzahl der Zu- und Wegpendler ist etwa gleich gross.
Bis etwa 1930 war der Abbau des Mägenwiler Muschelkalks von grosser wirtschaftlicher Bedeutung. Die Fassaden vieler bedeutender Gebäude in der Schweiz bestehen aus Mägenwiler Stein, so zum Beispiel der Hauptsitz der Nationalbank in Zürich oder das Bundesgericht in Lausanne.

## Verkehr

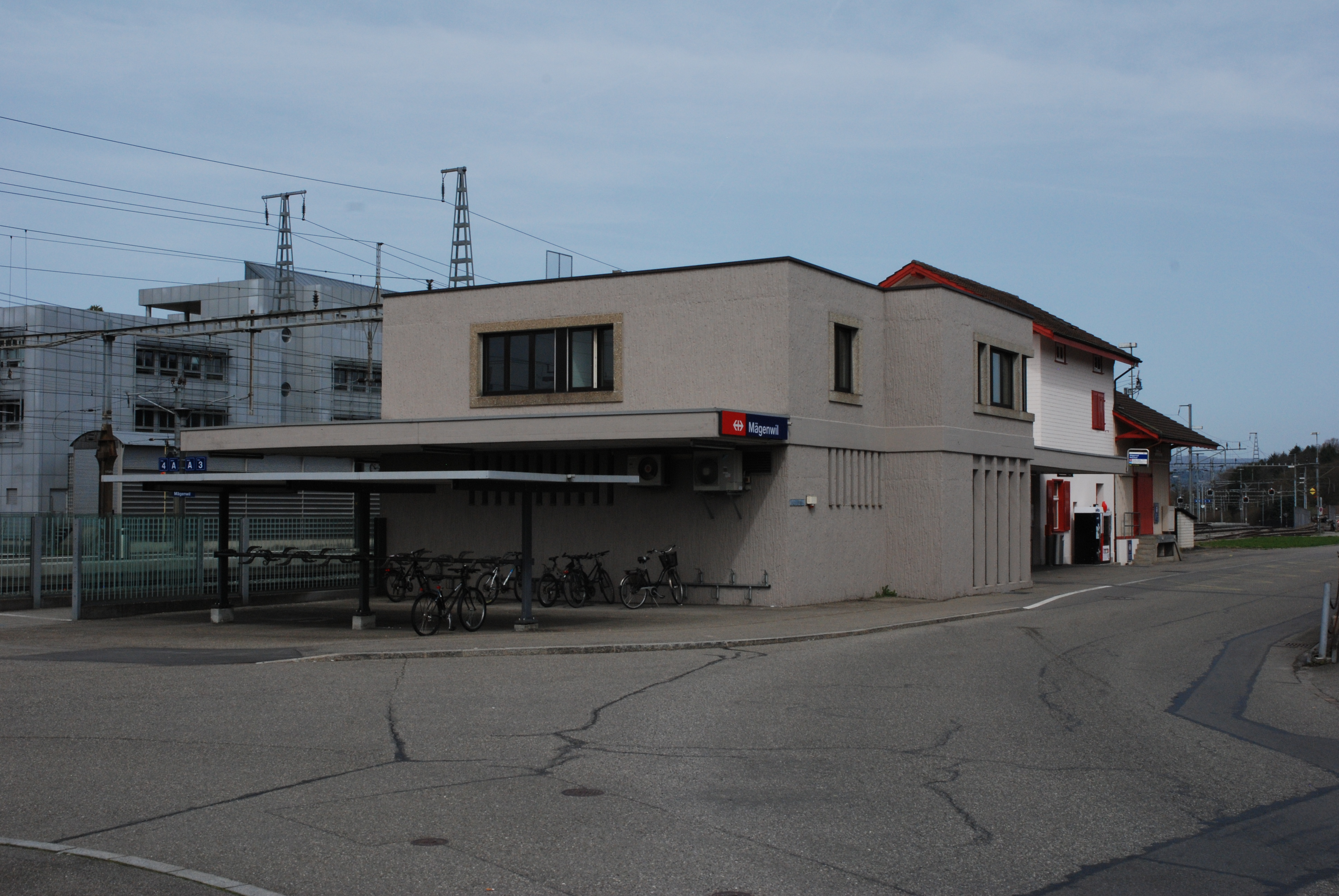
Bahnhof

Mägenwil ist ausgezeichnet erschlossen. Das Dorf liegt an der A1 zwischen Zürich und Bern, der wichtigsten Autobahn der Schweiz, nur ein paar Kilometer vom Autobahndreieck Birrfeld entfernt, wo die A3 nach Basel abzweigt. Die Kantonsstrasse 268 führt nach Mellingen, die Kantonsstrasse 279 nach Lenzburg und die Kantonsstrasse 280 nach Brugg.
Der Bahnhof liegt an der SBB-Hauptstrecke zwischen Zürich und Bern. Am 12. Dezember 2004 wurde die Nationalbahn-Strecke nach Wettingen stillgelegt, stattdessen wird Mägenwil seither durch die verlängerte Linie S3 resp. seit Dezember 2018 durch die S 11  der S-Bahn Zürich bedient, die direkt durch den Heitersbergtunnel nach Zürich verkehrt. Seit Dezember 2024 bedient auch die neue Nacht-S-Bahn SN11  den Bahnhof. Das Dorf wird ausserdem durch eine Postautolinie nach Baden und durch zwei RBL-Buslinien über Möriken bzw. Othmarsingen zum Bahnhof Lenzburg erschlossen. An Wochenenden verkehren Nachtbusse von Baden über Mellingen und Mägenwil nach Bremgarten sowie von Lenzburg über Mägenwil nach Othmarsingen.

## Bildung
Die Gemeinde verfügt über einen Kindergarten und ein Schulhaus, in dem die Primarschule unterrichtet wird. Sämtliche Oberstufen (Realschule, Sekundarschule und Bezirksschule) können in Mellingen besucht werden. Die nächstgelegenen Gymnasien sind die Kantonsschule Baden und die Kantonsschule Wettingen.

## Persönlichkeiten
- Max Rohr (1890–1980), Politiker